# Panic Zone
Panic Zone - debiutancki singel amerykańskiego zespołu hip-hopowego N.W.A Produkcja została wydana jako EP, łącznie trwa prawie 20 minut.
EP-ka znalazła się także na kompilacji N.W.A and the Posse.

## Lista utworów
Źródło.
1. "Panic Zone" – 4:30
2. "Dopeman (Radio Edit)" – 4:42
3. "8-Ball (Radio Edit)" – 4:20
4. "Dopeman" – 6:00
5. "8-Ball" – 4:00